# أزيد البيريليوم
أزيد البيريليوم مركب كيميائي له الصيغة Be(N3)2، ويكون على شكل مادة صلبة عديمة اللون.

## التحضير
يحضّر أزيد البيريليوم من تفاعل ميثيل البيريليوم، وهو مركب عضوي فلزّي للبيريليوم، وذلك مع حمض الهيدرازويك عند درجة حرارة دون -116 °س.
{\displaystyle \mathrm {Be(CH_{3})_{2}\ +\ 2\ HN_{3}\longrightarrow \ Be(N_{3})_{2}\ +\ 2\ CH_{4}} }
يمكن تحضير المركب بطريقة أخرى، وذلك بتفاعل كلوريد البيريليوم مع أزيد ثلاثي ميثيل السيليل.
{\displaystyle \mathrm {BeCl_{2}\ +\ 2\ (CH_{3})_{3}SiN_{3}\ \longrightarrow \ Be(N_{3})_{2}\ +\ 2\ (CH_{3})_{3}SiCl} }

## الخواص
إن أزيد البيريليوم عبارة عن مادة صلبة عديمة اللون، تتفكك عند التماس مع الماء.
من المتوقع أن يكون لأزيد البيريليوم بنية خطية بوليمرية، تكون فيها أيونات 2+Be متساندة على شكل وحدات رباعي سطوح مع أيونات −N3 المشكلة لجسور ترابط بين الوحدات.

## احتياطات الأمان
إن البيريليوم ومركباته الكيميائية هي مواد سامّة ومسرطنة، حيث يمكن أن تسبب مرض التسمم بالبيريليوم. لذا ينبغي أخذ الحيطة والحذر عند التعامل مع هذه المركبات.